# Scirpus cyperinus
Scirpus cyperinus là loài thực vật có hoa trong họ Cói. Loài này được (L.) Kunth miêu tả khoa học đầu tiên năm 1837.

## Hình ảnh

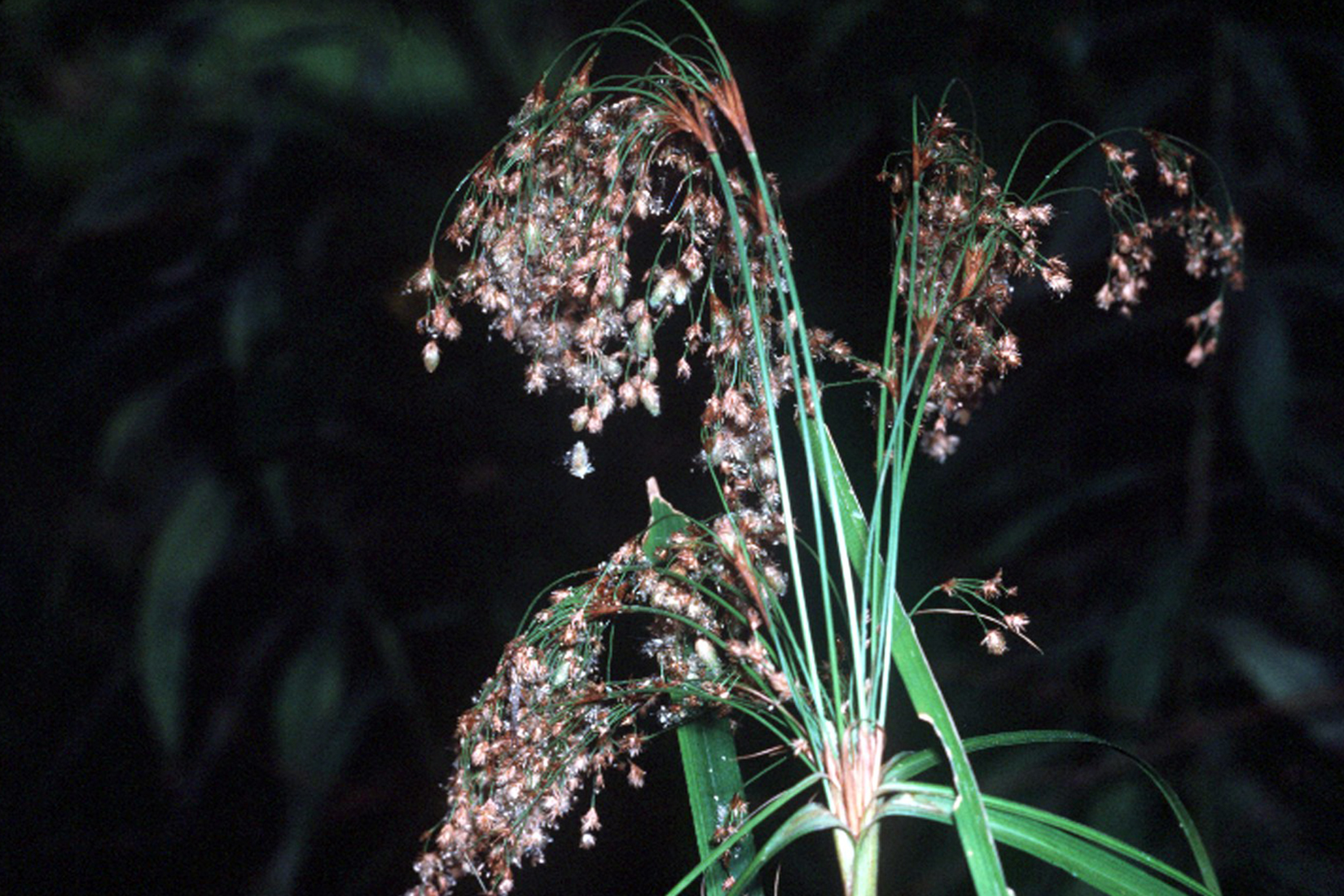
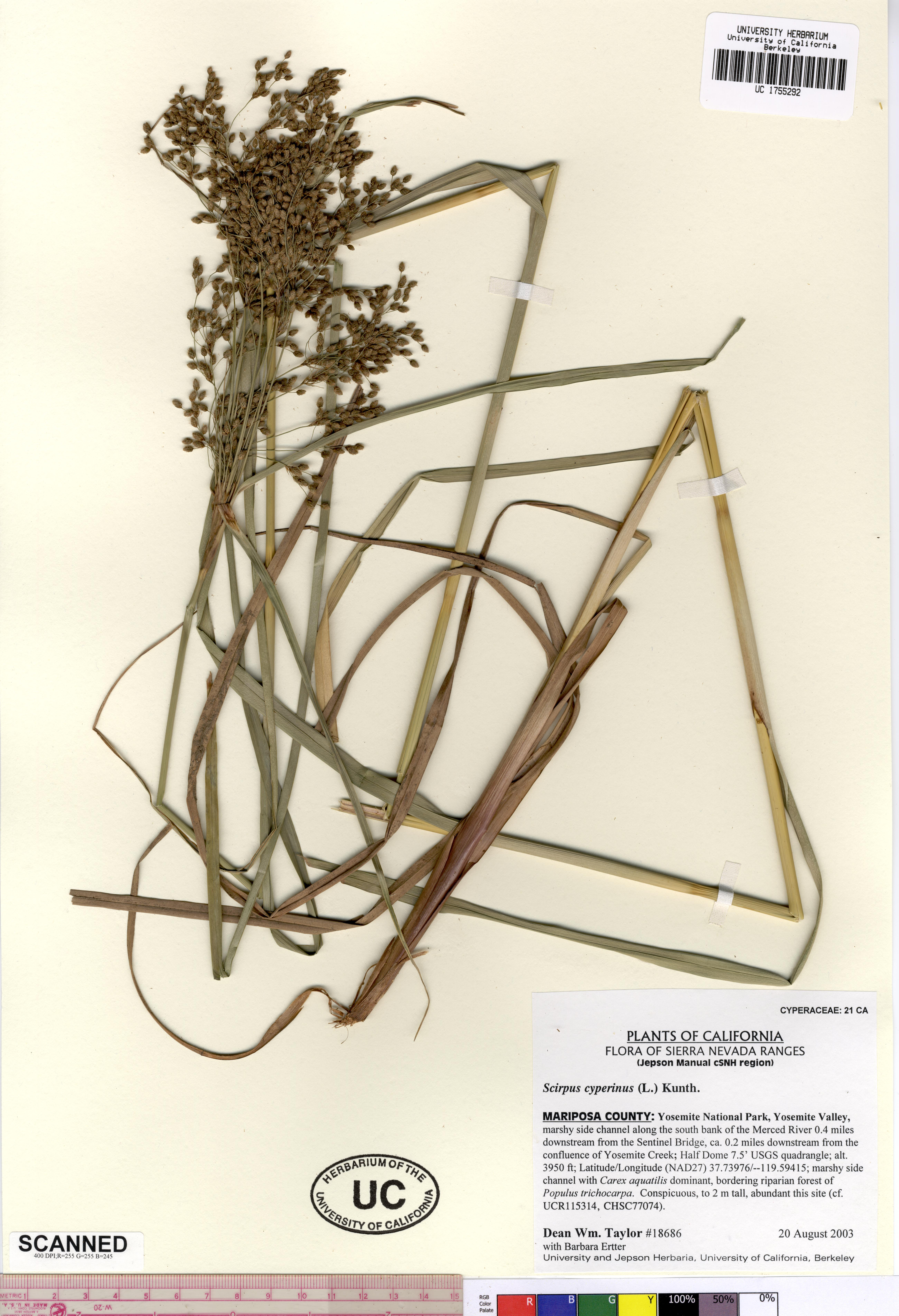
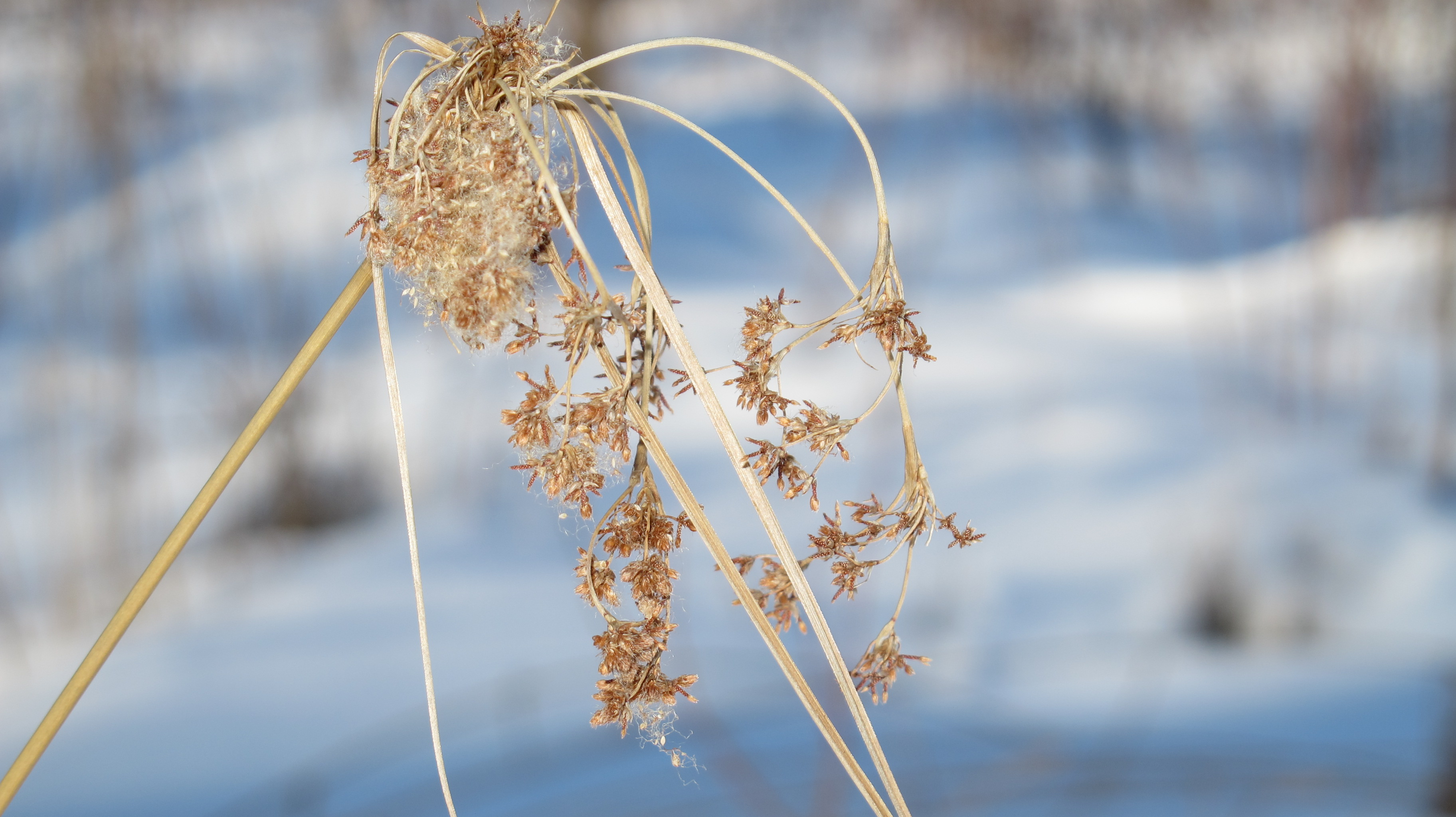